# Siły specjalne Sił Zbrojnych PRL
Siły specjalne SZ PRL – grupa pododdziałów o charakterze specjalnym znajdujących się w składzie Wojsk Lądowych i Marynarki Wojennej SZ PRL. Pododdziały specjalne pełniły rolę jednostek dalekiego rozpoznania i dywersyjno-sabotażowych stąd też podlegały one strukturom kierowniczym rozpoznania wojskowego (np. Oddziałowi Koordynacji Rozpoznania Wojskowego Zarządu II SG WP). Jawnie były przedstawiane jako wyspecjalizowane pododdziały wojsk powietrznodesantowych i wojsk rozpoznawczych, co stanowiło element maskowania ich rzeczywistego przeznaczenia.

## Rozwój organizacyjny
Pierwsze pododdziały ds. działań specjalnych WP / SZ PRL zostały sformowane na początku lat 50 XX w. W 1951 roku w Pomorskim Okręgu Wojskowym, w składzie 6 Batalionu Rozpoznawczego 16 Dywizji Zmechanizowanej, sformowano 5 Samodzielny Pluton Rozpoznawczy, natomiast w Śląskim Okręgu Wojskowym, w składzie 7 Batalionu Rozpoznawczego 10 Dywizji Zmechanizowanej, utworzono 6 Samodzielny Pluton Rozpoznawczy. 
W 1953 roku plutony rozpoznawcze (5 i 6) przeformowano w samodzielne kompanie rozpoznawcze (9 i 10), które rok później weszły w skład nowo sformowanego 19 Samodzielnego Batalionu Rozpoznawczego rozmieszczonego w garnizonie  Oleśnica. W 1959 przemieszczony został do garnizonu Bielsko-Biała i podporządkowany Dowódcy 6 Dywizji Powietrznodesantowej. Zdobycie informacji o specjalnym charakterze tej jednostki wojskowej przez organizację wywiadowczą państwa członkowskiego Organizacji Traktatu Północnoatlantyckiego (prawdopodobnie Central Intelligence Agency), spowodowało jej przeformowanie na typowy batalion powietrznodesantowy. 
Prawdopodobnie w wyniku zapotrzebowania SG WP na batalion o potencjale takim jaki miał posiadać 19 Samodzielny Batalion Rozp. sformowano nową jednostkę wojskową. W 1961 roku w Krakowie na bazie kompanii rozpoznawczej 6 Dywizji Powietrznodesantowej sformowano 26 Batalion Rozpoznawczy, jako jednostkę wojskową dywersyjno-rozpoznawczą. Później przemianowano go na 26 Batalion Dywersyjno-Rozpoznawczy. W 1964 r. zmieniono baonowi etat, w tym nazwę i dyslokację. JW 4101, jak w dokumentach 26 Batalion był zapisywany, została dyslokowana do Dziwnowa i 26 Batalion D-R stał się 1 Batalionem Szturmowym. Powstał samodzielny batalion przeznaczony do dalekiego rozpoznania i dywersji na rzecz frontu. 
W 1967 roku w oparciu o 1 Batalion Szturmowy sformowano kompanie specjalne dla poszczególnych okręgów wojskowych. Były to: 48 Kompania Specjalna w Krakowie, 56 Kompania Specjalna w Bydgoszczy i 62 Kompania Specjalna w Bolesławcu, podległe Dowódcom Warszawskiego OW, Pomorskiego OW i Śląskiego OW. 
Od 1970 roku kompanie specjalne zaczęto formować również w składzie batalionów rozpoznawczych dywizji pancernych i zmechanizowanych. Powstały one w składzie batalionów rozpoznawczych wszystkich dywizji pancernych (5, 10, 11, 16 i 20) i trzech dywizji zmechanizowanych (4, 8 i 12) oraz kompanii rozpoznawczej 7 Dywizji Desantowej. 
W organizacji pododdziałów specjalnych SZ PRL wzorowano się na rozwiązaniach stosowanych w tzw. specnazie Sił Zbrojnych Związku Socjalistycznych Republik Radzieckich, co wynikało z przynależności Polski do Układu Warszawskiego.
W połowie lat 70 XX w. w składzie Marynarki Wojennej, w 3 Flotylli Okrętów sformowano pododdział płetwonurków-dywersantów. Od popularnej nazwy gdyńskiej torpedowni nazywani „Formozą”.
W drugiej połowie lat 80 XX w. w etatach 1 Samodzielnego Batalionu Szturmowego i kompanii specjalnych OW ujęto zawodowe pododdziały specjalne, pełnili w nich służbę najbardziej wyszkoleni i doświadczeni komandosi.

## Post SZ PRL
Żołnierze zawodowi okręgowych kompanii specjalnych SZ PRL, po ich rozformowaniu ok. 1994 r., w pewnej części weszli w skład kadry ujętej w nowym etacie JW 4101, którą kolejny raz przemianowano i powiększono do pułku, 1 Pułku Specjalnego. W SZ RP JW 4101 udoskonaliła się i jest jedynym oddziałem specjalnym wywodzącym się z Wojsk Lądowych SZ PRL.

## Jednostki działań specjalnych
- 19 Samodzielny Batalion Rozpoznawczy - Oleśnica/ Wrocław/ Bielsko-Biała
- 26 Batalion Rozpoznawczy - Wola Justowska
- 1 Batalion Szturmowy - Kraków/ Dziwnów/ Lubliniec
- Wydział Działań Specjalnych 3 FO - Gdynia
- 48 Kompania Specjalna - Kraków
- 56 Kompania Specjalna - Bydgoszcz/ Szczecin
- 62 Kompania Specjalna - Bolesławiec
- Kompania Specjalna 2 brozp - Gubin
- Kompania Specjalna 5 brozp - Kołobrzeg
- Kompania Specjalna 7 brozp - Brzeg
- Kompania Specjalna 8 brozp - Budowo
- Kompania Specjalna 9 brozp - Żagań
- Kompania Specjalna 16 brozp - Szczecin
- Kompania Specjalna 17 brozp - Elbląg
- Kompania Specjalna 25 brozp - Międzyrzecz
- pluton specjalny 52 Kompanii Rozpoznawczej 7 DDes - Lębork

## Przeznaczenie
Jednostki specjalne przeznaczone były do realizacji różnorodnych zadań, do których należały:
- działania rozpoznawcze na głębokich tyłach przeciwnika - rozpoznanie rejonów rozmieszczenia wojsk przeciwnika, stanowisk dowodzenia, rejonów mobilizacji, środków przenoszenia broni jądrowej, składów specjalnych itp.
- działania dywersyjne - dezorganizacja systemu dowodzenia, infrastruktury komunikacyjnej, niszczenie ważnych obiektów (mosty, magazyny)
- działania sabotażowe - utrudnianie prawidłowego funkcjonowania zakładów, sieci energetycznych i systemów łączności itp.
- działania propagandowo-psychologiczne - osłabienie stanu moralnego wojsk i ludności przeciwnika
- działania terrorystyczne - wykonywanie zamachów bombowych, uprowadzanie i likwidacja ważnych osób (dowódców, polityków, przedstawicieli władz)
- działania antyterrorystyczne - zwalczanie grup dywersyjno-sabotażowych przeciwnika na terytorium kraju, ochrona ważnych osób i obiektów przed zamachami.

Proces szkolenia komandosów obejmował m.in.: szkolenie spadochronowe,wspinaczkę górską, szkolenie narciarskie, kurs żeglarski, kurs nurkowania, walkę wręcz, szkolenie ogniowe w zakresie obsługi i strzelania z broni indywidualnej i zespołowej, minerstwo, terenoznawstwo, szkolenie sanitarne, naukę prowadzenia różnych pojazdów mechanicznych oraz działania psychologiczno-terrorystyczne. 
W szkoleniu jednostek działań specjalnych wykorzystywano doświadczenia z innych krajów, w tym zwłaszcza radzieckiego specnazu, a także komandosów: Stanów Zjednoczonych, Wielkiej Brytanii, Francji i Izraela. Wschodnich technik walki uczyli m.in. instruktorzy z Koreańskiej Rep. L-D.
Jednostki tej specyfiki na wypadek wojny mogły wystawić 139 grup specjalnych, w tym 33 grupy płetwonurków. Grupy te miały liczyć ogółem ok. 1200 komandosów. Na rzecz Frontu Nadmorskiego wystawianego przez wojska operacyjne SZ PRL działania miało prowadzić: 27 grup specjalnych i 9 grup płetwonurków z 1 Batalionu Szturmowego oraz 15 grup płetwonurków z tzw. Formozy, na rzecz poszczególnych armii ogólnowojskowych - 36 grup specjalnych i 9 grup płetwonurków z kompanii specjalnych okręgów wojskowych, a na rzecz dywizji pancernych i zmechanizowanych - 43 grupy specjalne z kompanii i plutonów specjalnych tych dywizji. 
Zakładany zasięg działania grup specjalnych szczebla frontowego wynosił do 600 km, armijnego - do 300 km, dywizyjnego - do 100 km. Pozwalać miało to na ciągły dopływ informacji rozpoznawczych na całej głębokości planowanej operacji zaczepnej Frontu Nadmorskiego.